# Watkins Spiritual 100 list

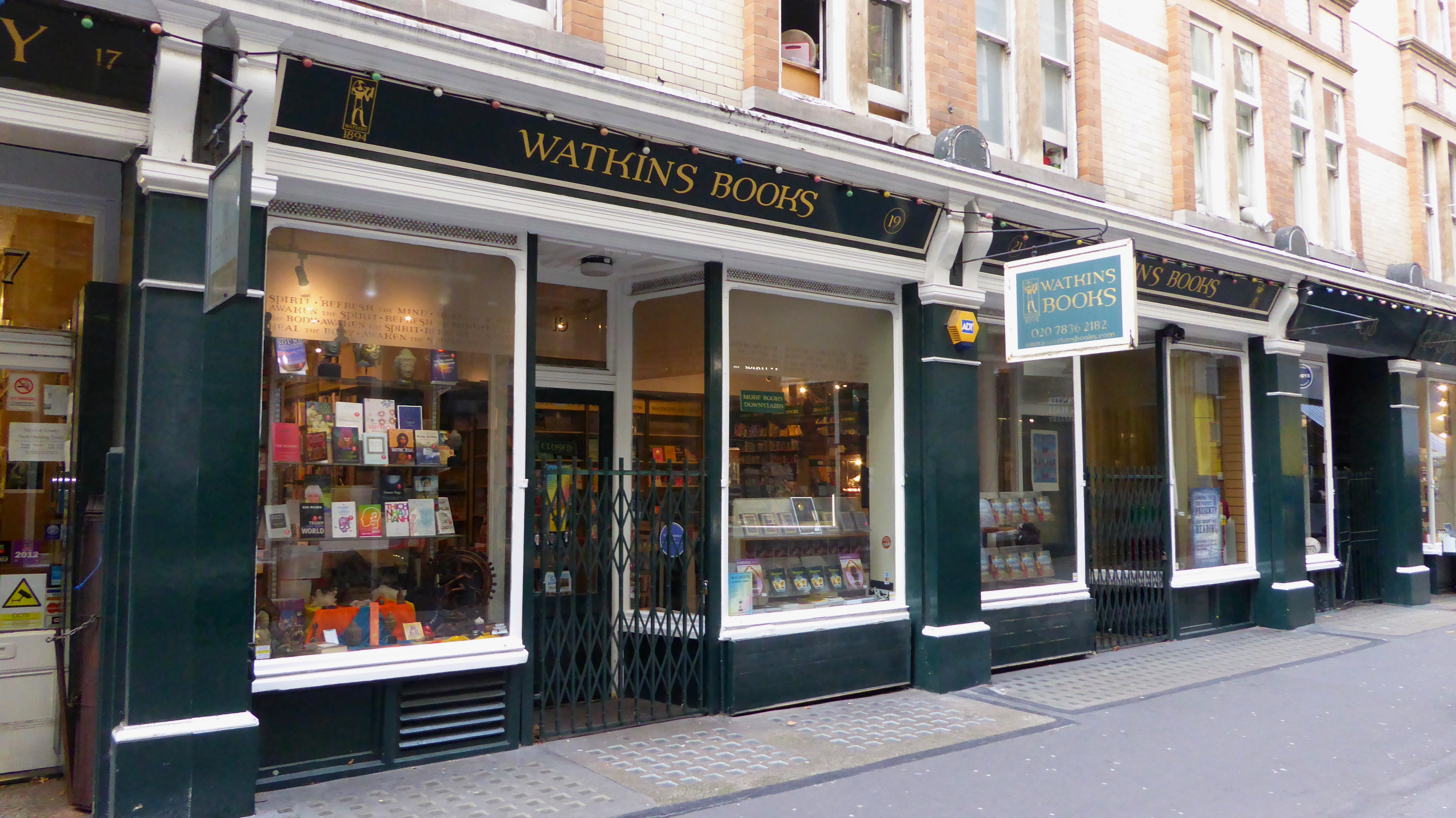
Watkins Books i Cecil Court

Watkins Spiritual 100 list är en lista över de 100 mest inflytelserika spirituella personerna som årligen sammanställs av Watkins Books, en av Londons äldsta esotetiska bokaffärer, med specialfokus på ämnen såsom esoterism, mysticism, ockultism, orientaliska religioner och nutida spiritualism. Listan läggs ut på internet och i vårnumret av Watkins magazine.

## 2019
- 1 Påve Franciskus[3]
- 2 Oprah Winfrey[3]
- 3 Dalai Lama[3]
- 4 Eckhart Tolle[3]
- 5 Desmond Tutu[3]
- 6 Rhonda Byrne[3]
- 7 Edith Eger[3]
- 8 Alejandro Jodorowsky[3]
- 9 Neale Donald Walsch[3]
- 10 Julia Cameron[3]
- 11 David Lynch[3]
- 12 Russell Brand[3]
- 13 Sam Harris[3]
- 14 Ken Wilber[3]
- 15 Tony Robbins[3]
- 16 Thich Nhat Hanh[3]
- 17 Paulo Coehlo[3]
- 18 Deepak Chopra[3]
- 19 Teal Swan[3]
- 20 Steve Taylor[3]
- 21 Sadhguru (Jaggi Vasudev)[3]
- 22 Gabor Maté[3]
- 23 Arianna Huffington[3]
- 24 Alice Walker[3]
- 25 Matthew Fox[3]